# Hrvatski demokršćani
Hrvatski demokršćani bili su politička stranka u Republici Hrvatskoj, demokršćanskog usmjerenja (2002. – 2009.). 
Odredili su se kao narodna stranka, koja se temelji na kršćanskim tradicijama hrvatskog naroda i zastupa interese svih slojeva hrvatskog društva, i konzervativna stranka, koja se brine za očuvanje tradicije, kulturnih i povijesnih vrednota hrvatskog naroda. Ujedno i kao slobodarska, socijalna, nacionalna i europska stranka.
Cilj stranke bio je da se Republika Hrvatska uredi na načelima kršćanske demokracije, a posebno se je zalagala za očuvanje i unaprjeđenje onih vrijednosti koje odražavaju identitet hrvatskog naroda i hrvatske države, "kao što su vjera u Boga, hrvatska povijest, kultura, jezik, pismo, pravo, tradicija i prostor koji sve te vrijednosti sadrži i čuva", kako se kaže u programskim određenjima. Posebna je zadaća Demokršćana bila poticanje duhovne obnove hrvatskog naroda i svih građana Republike Hrvatske. Predsjednik stranke je bio Ante Ledić.
Stranka se je 21. veljače 2009. na ujediniteljskom saboru u Zagrebu s Hrvatskom kršćanskom demokratskom strankom i Hrvatskim proljećarima ujedinila u Hrvatsku demokršćansku stranku.